# Marco Antônio de Mattos Filho
Marco Antônio de Mattos Filho (Passo Fundo, 3 juli 1986) – voetbalnaam Marquinho – is een Braziliaans voormalig voetballer die doorgaans speelde als linksbuiten. Tussen 2006 en 2021 was hij actief voor Palmeiras, Botafogo, Figueirense, Fluminense, AS Roma, Hellas Verona, Al-Ittihad, Udinese, Al-Ahli, opnieuw Fluminense, Athletico Paranaense, Vasco da Gama en opnieuw Figueirense.

## Clubcarrière
Marquinho speelde in de jeugd van Juventude, Internaciona, Grêmio en Vasco da Gama, alvorens hij in 2001 neerstreek in die van Palmeiras. Hier debuteerde hij in 2006 in het eerste elftal. Marquinho verkaste vervolgens na één seizoen naar Botafogo, waar hij tot vijf competitiewedstrijden kwam. Via een seizoen bij Figueirense kwam hij terecht bij Fluminense. Met die club werd hij in 2010 landskampioen van Brazilië.
Fluminense verhuurde Marquinho op 31 januari 2012 voor zes maanden aan AS Roma. Hier debuteerde hij op 19 februari, tegen Parma. Hij scoorde dat seizoen tegen Novara, Udinese en Napoli. Roma kocht in de zomer van 2012 de volledige rechten van Marquinho van Fluminense. Hij speelde in zijn eerste seizoen in vaste dienst bij Roma nog zesentwintig wedstrijden in de Serie A, in het volgende halfjaar elf. Roma verhuurde Marquinho op 31 januari 2014 voor een halfjaar aan Hellas Verona en in juni 2014 voor een jaar aan Al-Ittihad. Marquinho liet Roma in augustus 2015 definitief achter zich en tekende een contract tot medio 2019 bij Udinese, de nummer zestien van de Serie A in het voorgaande seizoen.
Begin 2016 werd de verdediger verhuurd aan Al-Ahli. Fluminense haalde de Braziliaan in juli 2016 definitief terug naar zijn vaderland. Anderhalf jaar later liet hij Fluminense achter zich. In september 2018 vond Marquinho in Athletico Paranaense een nieuwe club. Deze club verliet hij in februari 2019 om in juni te tekenen bij Vasco da Gama. Begin 2020 tekende Marquinho voor anderhalf jaar bij Figueirense. Na afloop van dit contract besloot de Braziliaan op vijfendertigjarige leeftijd een punt te zetten achter zijn actieve loopbaan.

## Erelijst
| Série A | 1 | 2010 |